# Société ivoirienne d'emballage métallique
La Société ivoirienne d'emballage métallique( SIEM ) est une entreprise exerçant dans le secteur des emballages en Côte d'Ivoire. Cette société dont le siège est à Abidjan produit des boîtes métalliques y compris les boîtes d'ananas, de thon, de fruits, de jus, de café, d'aérosols et d'insecticides.